# Methabot
Methabot é um web crawler desenvolvido para ser flexível e rápido. É um software livre escrito em C, disponível pelos termos da licença ISC. Funciona por linha de comando.
O Methabot possui vários elementos customizáveis. Podendo ser adaptado usando Javascript com E4X. Sendo capaz de converter HTML para XML, compatível com 
ECMAScript para XML.